# 喜德盛
深圳市喜德盛自行车股份有限公司（英語：SHENZHEN XIDESHENG BICYCLE CO., LTD.）是一家总部位于中国深圳的自行车制造企业，以喜德盛（XDS）作为其主要销售品牌。喜德盛覆盖了从上游碳纤维、铝合金、镁合金新材料的研发到自动化制造、销售渠道的自行车全产业链，是中国大陆最大的几个自行车整车制造销售厂商之一。

## 产品
喜德盛公司主营山地车、公路车、电助力/锂电池车、童车等多种类型自行车，公司口号为“超轻科技 中国好车”。据喜德盛公司称，其碳纤维车采用ULC材料即超轻碳纤维，并与中南大学铝合金研究院合作研究了超轻铝合金“X6”。
目前喜德盛在全国拥有2000家专卖店，年产能超过500万辆自行车。

### 产品线
- 助力车：领先、名仕、风尚
- 山地车
  - 竞技版：山霸（MT）、侠客、京喜
  - 运动版：传奇、英雄
  - 休闲版：逐日、黑客
  - 女性版：玛莉、卡丽娜
- 公路车
  - 破风版：RS、RF、RC
  - 爬坡版：RT
  - 女性版：塔利亚
- 折叠车：K3、W7、W5
- 青少年/童车：快乐骑士
- 商品

## 大事记
- 1995年9月，深圳市科信超自行车有限公司正式成立。
- 1998年6月，公司改名深圳市喜德盛自行车有限公司。
- 1999年，喜德盛公司正式搬入深圳市公明镇合水口第四工业区。
- 2004年10月，中华人民共和国商务部公布喜德盛为“中国民企出口100强”。
- 2006年，XDS商标获得“广东省著名商标”称号。
- 2007年，喜德盛公司、喜德盛碳纤维科技公司同被认定为“深圳市高新技术企业”，喜德盛电动科技公司正式成立。更名为深圳市喜德盛自行车股份有限公司。
- 2009年，喜德盛公司旗下产品“碳纤维公路竞赛车”参加中华人民共和国成立60周年成就展。
- 2011年，国家工商总局商标局在其官方网站上公布了“XDS”为2011年“中国驰名商标”之一。
- 2020年12月，喜德盛签约中国国家山地自行车队[2]，并于次年5月将“奥运战车”交付给中国国家山地自行车队[3]。

## 赞助

### 赛事
- 环青海湖国际公路自行车赛（2018-2022）[a]
- 环中国国际公路自行车赛（2015-2019）

### 队伍
- 深圳喜德盛自行车队
- 中国国家山地自行车队
- 阿斯塔纳车队